# 孫中山與宗教

## 歷史
孫中山出生在一個信奉中國傳統宗教的家庭，主要信仰是中國民間信仰、道教，幼名「帝象」，「帝」字乃親人為其請求「北帝」（北極玄天上帝）神護佑之意。後來孫中山就讀西方教會學校，14歲時在夏威夷讀書曾接觸基督新教西方傳教士，逐漸接受基督教。長兄孫德彰（孫眉）為阻止孫中山對基督教的信仰，將18歲的孫中山送回家鄉，令孫中山不惜放棄在檀香山學習。但他還對基督教熱情，將家鄉的「北帝」廟內破壞神像。為了平息同鄉，他去香港，在香港的拔萃書室(聖公會開辦之學校)开始信奉基督，並於1883年12月與陸皓東一同在美國公理會(喀爾文派教會)香港綱紀慎會堂受洗正式成为基督徒。此時極為排斥中國民間信仰及其神祇如「北帝」、「關帝君神」。
1896年，孫中山在倫敦蒙難，經同為基督徒的香港西醫書院授業老師康德黎營救脫險後，給香港友人區鳳墀的信中記述了他被清政府駐英公使綁架及脫險經過：「弟遭此大故，如蕩子還家，亡羊復獲，此皆天父大恩。敬望先生進之以道，常賜教言，俾從神道而入治道，則弟幸甚，蒼生幸甚。」
孫中山在為英國學者翟理斯編纂《中國名人辭典》所寫的自傳中自書：「至於教則崇耶穌」。病逝于協和醫院後，由劉廷芳為其主持追思禮拜，並由及翟理斯司琴。
1924年，孫中山曾抨擊西方「用宗教來耗奪中國人的精神」，因而有人懷疑孫中山對信基督教信仰有所轉變，但信教不表示可以否認錯誤，这亦是儒家務本精神的體現。孫晚年提過宗教與「迷信」，及宗教與科學的比較，民國12年公開演講中說到「就宗教和科學比較起來，科學自然較優」，因為「科學的知識，不服從迷信，對於一件事，須用觀察和實驗的方法，過細去研究，研究屢次不錯，始認定為知識。」
孫中山在政治上偏向政教分離，反对宗教影响政治，主張政教分立、宗教自由，推崇宗教在道德建設上的力量，譬如「佛教為救世之仁」。

## 宗教與民族
- 孫中山在三民主義民族主義第一講論宗教和民族的關係：

「大凡人類奉拜相同的神，或信仰相同的祖宗，也可結合成一個民族。宗教在造成民族的力量中也很雄大，像阿拉伯和猶太兩國，已經亡了許久，但是阿拉伯人和猶太人，至今還是存在。他們國家雖亡，而民族之所以能夠存在的道理，就是因為各有各的宗教。大家都知道現在的猶太人，散在各國的極多，世界上極有名的學問家，像馬克斯、愛因斯坦，都是猶太人。在像現在英美各國的資本勢力，也是被猶太人操縱。猶太民族的天資是很聰明的，加以宗教之信仰，故雖流離遷徙於各國，猶能維持其民族于長久。阿拉伯人所以能夠存在的道理，也是因為他們有穆罕默德的宗教。其他信仰佛教極深的民族，像印度，國家雖然亡到英國，種族還是永遠不能消滅。」

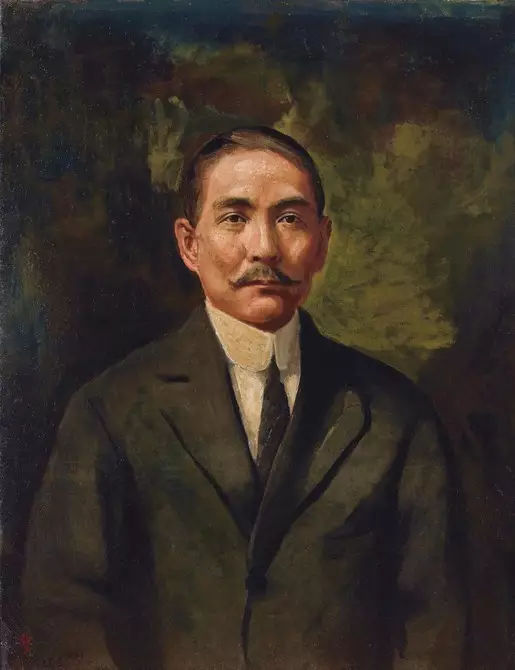
《孫中山像》 1921年 李鐵夫 畫布油畫 93×71.7cm

- 孫中山注意信仰的力量，以三民主義信仰團結革命同志。他曾說：「宗教之所以能夠感化人的道理，便是在他們有一種主義，令人信仰。普通人如果信仰了主義，便深入刻骨，便能夠為主義去死。因為這個原因，傳教的人往往為本教奮鬥，犧牲生命亦所不辭。」「我們國民黨要革命的道理，是要改革中國政治，實行三民主義和五權憲法。我們的這種主義，比宗教的主義還要切實。因為宗教的主義，是講將來的事和在世界以外的事；我們的政治主義，是講現在的事和人類有切膚之痛的事。宗教是為將來靈魂謀幸福的，政治是為眼前肉體謀幸福的。說到將來的靈魂，自然是近於空虛；講到眼前的肉體，自然有憑有據。那麼宗教徒宣傳空虛的道理，尚可收到無量的效果；我們政黨宣傳有可憑據的道理，還怕不能成功嗎？！」民族主義是三民主義的內容之一，孫中山曾論及民族主義思想以及民族和信仰的關係：「大凡人類奉拜相同的神，或信仰相同的祖宗，也可結合成一個民族。」「中國人黃色的原因，是由於根源黃色血統而成。祖先是什麼血統，便永遠遺傳成一族的人民，所以血統的力是很大的。」(三民主義．民族主義．第一講)
- 孫中山論“三民主義信仰”：

「人類對於一件事，研究當中的道理，最先發生思想；思想貫通以後，便起信仰；有了信仰，就生出力量。所以主義是先由思想再到信仰，次由信仰生出力量，然後完全成立。何以說三民主義就是救國主義呢？因三民主義系促進中國之國際地位平等、政治地位平等、經濟地位平等，使中國永久適存於世界，所以說三民主義就是救國主義。」

## 宗教與科學
孫中山在1923年10月20日的中華基督教青年會第九次全國大會的《人格救國與地方自治》演講中表示：「人類的知識，多是科學的知識，古時人類的知識，多是宗教的感覺。科學的知識，不服從迷信，對於一件事，須用觀察和實驗的方法，過細去研究，研究屢次不錯，始認定為知識。宗教的感覺，專是服從古人的經傳。古人所說的話，不管他是對不對，總是服從，所以說是迷信。就宗教和科學比較起來，科學自然較優。譬如現在我們用眼光看遠方之物，多用千里鏡幫助，看得很清楚。千里鏡是近來科學發明的，古時沒有科學，所以沒有千里鏡，看遠方之物，當然不用現在看得清楚，這就是宗教不及科學。」

## 對各宗教的看法

### 華人民間信仰與道教
孫中山幼名「帝象」，寓意親人希冀其受到華人民間信仰及道教中「北帝」護佑，但後來孫中山青年時改信基督教，極端排斥民間信仰與道教，故曾於「北帝」廟內破壞神像。
但後來在晚年時期也曾在北京白雲觀提字福壽二字表示尊重。

### 佛教
孫中山曾經表示「佛教乃救世之仁，佛学是哲学之母；宗教是造成民族，和维持民族一种雄大之自然力；人民不可无宗教之思想。研究佛学，可补科学之偏」。1918年南京棲霞寺重修，孫中山率先「捐銀幣萬元」。

### 新教
孫中山年少時曾在西方教會學校學習，开始信奉基督新教，甚至為信仰不惜放棄在檀香山的學習。所結交的朋友及家人許多都是新教徒，加上香港孫中山紀念館所收藏的受洗記錄 。
孫中山的末任妻子宋慶齡認為他「從來沒有感覺到耶穌教義和他自己的主義之間有任何矛盾。對他來說，社會革命就是把基督教義付諸實施。」基督教教義中提倡的平等與博愛，成為他們進行革命的武器。
從孫中山的著作、言論及友人觀點來看，孫中山晚年是否仍然相信基督教不同解讀：
- 孫中山臨終時在場的見証人汪精卫說：「中山先生曾說他是基督教徒，臨終並未否認。當中山先生去世之後，孫夫人與孫哲生主張在協和醫院舉行基督教的儀禮，有一部分人反對，我當時是放任的，因我生平主張尊重別人的信仰。」[14]

- 孫中山逝世不久，宋子文代表家屬請路透社發出一電文云：「上海某某數報，對於孫中山之殯禮，有重大之誤會，孫之家屬，不能不加以聲明。孫於彌留之際，曾言彼當以基督教徒而死，且一再言其一生主張政教分離，孫之家屬亦奉基督教，因孫有遺言，决議雖其黨中同志多非基督教徒，而仍舉行宗教式家祭禮。在舉殯時，曾有人聲明孫之信奉基督教，乃重精神而輕形式，凡束縛之教義與教士之儀制，彼均不表同情，孫於一年前嘗貽書某友，謂彼信基督乃革命家及爲刬除一切不平等者。」[15]

- 孫中山元配夫人盧慕貞在答香山商會的函﹕「科父(即孫中山)返天國，深聞離世前一日，自証我本基督徒，與魔鬼奮鬥四十餘年，爾等亦要如是奮鬥，更當信上帝。此及科兒手書所言，十分感激天父，允氏所求，得賜科父信上帝之心，此乃氏最安慰者。」[16]

- 孫中山生前朋友包世杰提到：「初時，余因從事革命，教會深恐連累，故不敢認識余，余非不認識教會也，余始終是基督教信徒。不僅余爲基督教信徒，余之兒、余之媳、余之家庭、余之岳丈、岳母、余妻、余妻之姊、之弟、之妹、甚至連襟至戚，固無一非基督信（徒）也。余有家庭禮拜，余常就有道之牧師領袖聞道講學，孰謂余非基督徒乎？」[17]

- 孫中山在病榻上執着朋友徐謙的手説道：「我是基督教徒，上主遣我爲我國人民和罪惡奮鬥。耶穌是革命家，我也是一樣。」[18]

- 宋慶齡：「有一個傳布得頗廣的謠傳，說孫中山在彌留時要求把他葬在一處基督教公墓並由基督教會主持葬禮。這完全是假的。」；「孫中山明確地告訴我，他從來不信甚麽上帝，他也不相信傳教士（他們不是「偽善者」就是「受了誤導」）」[19]宋慶齡認為，孫“從来没有感覺到耶稣教義和他自己的主義之間有任何矛盾。對他来說，社會革命就是把基督教義付諸實施。”[20]宋慶齡後來稱：「他（孫）從不相信上帝或其他神祗」；雖然，孫的確從基督教教義中吸取諸如「博愛」等因素[21]:41。

- 宮崎滔天所著《孫逸仙傳》記載了孫中山自己對基督教的態度轉變的回顧：「余於耶穌教之信心，隨研究科學而薄弱。余在香港醫學校時，頗感耶穌教之不合倫理，固不安於心，遂至翻閱哲學書籍。當時余之所信，大傾於進化論。」[22]

- 孫中山認為科學优於迷信的宗教：「就人類的來源講，基督教說世界人類是上帝六日造成的。近來科學中的進化論家說，人類是由極單簡的動物，慢慢變成複雜的動物，以至於猩猩，更進而成人」。「依進化的道理推測起來，人是由動物進化而成，既成人形，當從人形更進化而人於神聖。是故欲造成人格，必當消滅獸性，發生神性，那麼才算是人類進步到了極點。」[23]

- 孫中山在晚年抨擊「宗教曾被帝國主義利用做為其文化戰略的工具」「他們用政治力和經濟力來掠奪中國人的物質還不算，又用宗教來耗奪中國人的精神。一班神甫牧師倚仗著他們的國力，包庇教民，甘預詞訟，欺壓其教以外的人，無所不至，受其虐者忍心刺骨。」[24]

### 巴哈伊信仰
1924年，巴哈伊信仰传导者玛莎·鲁特来到中国，时任中山大学农学院主任的巴哈伊信徒廖崇祯安排了他们会面。据廖崇祯事后回忆，「孙中山博士了解巴哈伊信仰后，指出巴哈伊信仰非常适合当时中国的需要。」時值全國非基督教運動高漲，孫也曾在《九七國恥紀念宣言》中，抨擊西方「用宗教來耗奪中國人的精神」。

## 孫中山與其他思想
孫中山的思想大部分是他將中國道統和西洋歐美各家學說綜合整理而來，但是也有少部分見解是其所獨創，如中央與地方的「均權制度」、以縣為單位的「地方自治」。
孫讚揚霍元甲「欲使國強，非人人習武不可」之信念和將霍家拳公諸於世的高風亮節，親筆寫下「尚武精神」四個大字，惠贈精武體育會。